# Shine (Estelle)
Shine è il secondo album in studio della cantante inglese Estelle, pubblicato il 31 marzo 2008 dall'etichetta discografica Atlantic.
Il disco contiene collaborazioni con artisti già affermati nel mondo della musica ed è stato trainato dal singolo American Boy, duetto con Kanye West che ha portato l'artista alla popolarità internazionale.

## Tracce
CD (Atlantic 7567-89954-2 (Warner) / EAN 0075678995422)
1. Wait a Minute (Just a Touch) – 3:42 (William Adams, Steve Arrington, John Stephens, Jay Hawkins, Estelle, Mark Hicks, Frederick Perren, Mark Adams, Christa Pryor, Thomas Lockett) – (feat. will.i.am)
2. No Substitute Love – 3:34 (George Michael, Wyclef Jean, John Stephens, Estelle, Lindon Roberts)
3. American Boy – 4:45 (William Adams, John Stephens, Keith Harris, Kanye West, Estelle, Josh Lopez, Caleb Speir) – (feat. Kanye West)
4. More Than Friends – 4:25 (Paul Simon, John Stephens, Estelle, Keith Moore)
5. Magnificent – 3:57 (Mark Ronson, Winston Riley, Estelle, Jason Harrow) – (feat. Kardinal Offishall)
6. Come Over – 3:41 (John Stephens, Dwayne Chin-Quee, Estelle, Jason Farmer, Mitchum Chin) – (feat. Sean Paul)
7. So Much Out the Way – 4:05 (Wyclef Jean, Joe Thomas, Grover Washington jr., Lawrence Parker, Estelle, Robert Marley, LaRock Scott)
8. In the Rain – 4:08 (Barry White, Johnny Douglas, Estelle)
9. Back in Love – 4:01 (John Stephens, Estelle, Steve McKie)
10. You Are – 3:30 (John Stephen, Estelle, Tom Craskey) – (feat. John Legend)
11. Pretty Please (Love Me) – 3:58 (John Stephens, Thomas Callaway, Estelle, Jack Splash, Drew Dixon) – (feat. Cee-Lo)
12. Shine – 3:49 (Kasseem Dean, John Stephens, Estelle, Drew Dixon, Tiffany Green)

Durata totale: 47:35

## Classifiche
| Paese             | Posizione raggiunta |
| ----------------- | ------------------- |
| Regno Unito       | 6                   |
| Francia           | 18                  |
| Germania          | 29                  |
| Svizzera          | 29                  |
| Belgio (Fiandre)  | 32                  |
| Stati Uniti       | 38                  |
| Irlanda           | 46                  |
| Paesi Bassi       | 53                  |
| Austria           | 61                  |
| Belgio (Vallonia) | 81                  |